# Burdiakowce
Burdiakowce – wieś na Ukrainie w rejonie czortkowskim (do 2020 borszczowskim) należącym do obwodu tarnopolskiego. Liczy 1088 mieszkańców.

## Świątynie
- cerkiew pw. św. Dymitra (1896)[2]
- neogotycki kościół pw. Narodzenia NMP, fundacji Gołuchowskich z 1900 roku. W czasach sowieckich zamknięty, zwrócony wiernym po rozpadzie ZSRR[3].

## Urodzeni w Burdiakowcach
- Leopold Lewicki (1906) - malarz, grafik i rzeźbiarz
- Manuił (Tarnawski) (1904) - biskup Ukraińskiego Autokefalicznego Kościoła Prawosławnego[4]